# Amrita Rao
Amrita Deepak Rao (ur. 17 czerwca 1981 w Chritrapur) – aktorka indyjska, występująca w bollywoodzkich produkcjach. Najbardziej jest znana z filmów Jestem przy tobie i Poślubiona.

## Życie osobiste
Amrita Rao urodziła się w 1981 roku. Biegle mówi w językach Marathi, Hindi, Konkani i angielskim. Uczęszczała do Canossa High School w Mumbaju i Sophia College. Ukończyła studia na wydziale psychologii. Ma siostrę bliźniaczkę, Preetę Rao.

## Życie zawodowe

### Kariera modelki
Podczas studiów w Sophia College, Rao zgłosiła się do castingu reklamy Fairever Face Cream. Występy w reklamach Cadbury’s Perk Karwa Chaut i Bru Coffee doprowadziły do tego, że zaczęła otrzymywać oferty aktorskie od bollywoodzkich reżyserów, z których jednak zrezygnowała chcąc ukończyć studia. Po otrzymaniu tytułu magistra, wybrała profesję aktorską.

### Kariera aktorki
Zanim Amrita Rao zaczęła występować w filmach, znana już była z licznych reklam. Jako aktorka zadebiutowała w 2002 roku, jednak to Jestem przy tobie przyniosło jej sławę i uznanie krytyków (nominacja do Nagrody Filmfare dla Najlepszej Aktorki Drugoplanowej). W filmie Farah Khan Amrita Rao zagrała Sanjanę – zakochaną w Luckym (Zayed Khan), zbuntowaną córkę generała Baghshiego, którą chronić ma major Ram (Shah Rukh Khan). Farah Khan powiedziała o swojej bohaterce: "Amrita w tym filmie to ja". 

## Filmografia
- 2009 – Life Partner – gościnnie
- 2009 – Shortkut - The Con Is On jako Mansi
- 2008 – Victory jako Nandini
- 2008 – Mahadev Ka Sajjanpur – jako Kamla
- 2008 – My Name is Anthony Gonsalves – Riya
- 2007 – Athidhi – jako Amrita
- 2007 – Heyy Babyy – w piosence 	"Heyy Babyy"
- 2006 – Poślubiona jako Poonam
- 2006 – Pyare Mohan
- 2005 – Shikhar jako Madhavi
- 2005 – Vaah! Life Ho To Aisi jako Priya
- 2004 – Jestem przy tobie (Main Hoon Na) jako Sanjana Bakshi
- 2004 – Deewaar jako Radhika
- 2004 – Masti jako Aanchal
- 2003 – Ishq Vishk jako Payal
- 2002 – Ab Ke Baras jako Anjali Thapar / Nandini
- 2002 – The Legend of Bhagat Singh jako Mannewali